# Pteropyrum aucheri
Pteropyrum aucheri là một loài thực vật có hoa trong họ Rau răm. Loài này được Jaub. & Spach miêu tả khoa học đầu tiên năm 1844.